# 3LAB
3LAB is een online platform van de Nederlandse publieke omroep voor experimentele videoproducties van jonge programmamakers. Veelbelovende experimenten worden uitgezonden op de televisiezender NPO 3. Tot en met 2017 werd er voor 3LAB jaarlijks een themaweek in programmavorm uitgezonden op NPO 3. Hierin kregen de publieke omroepen de kans om nieuwe televisieprogramma's te testen. Van 2009 tot en met 2014 heette de themaweek TV Lab.

## Geschiedenis
Op 26 maart 2009 werd bekend dat Nederland 3 (destijds de naam van NPO 3) bezig was met een "week van de vernieuwing", een themaweek die de naam TV Lab zou krijgen. Hierin werden uitsluitend nieuwe televisieprogramma's uitgeprobeerd door middel van pilotafleveringen. Via een kijkerspanel kon iedereen zijn mening over een programma geven. Enkele programma's kregen later een plek in de programmaschema's van de NPO.

### TV Lab 2009
De themaweek werd voor het eerst uitgezonden in 2009, van 31 augustus tot en met 4 september. Van acht programma's werden uiteindelijk, soms in aangepaste vorm, meerdere afleveringen gemaakt.

#### Programma's
| Titel                                | Omroep | Uitzenddatum | Inhoud |
| ------------------------------------ | ------ | ------------ | --- |
| Brainstorm                           | VPRO   | 31 augustus  | Vijf BN'ers nemen plaats rondom een brainstormtafel in een ruimte op elf hoog. Het vijftal moet in een uur een film verzinnen. Vanaf de locatie en beginsituatie tot aan de plot. Presentatie: Jeroen van Koningsbrugge, Dennis van de Ven. |
| Hall of Fame                         | VPRO   | 31 augustus  | Cultureel magazine met Oboema Sesetokoe (Jiskefet) en choreograaf Adriaan Luteijn. |
| Gangmakers                           | NPS    | 31 augustus  | Satirisch programma met Halina Reijn, Ton Kas, Bracha van Doesburgh e.a. dat de camera richt op de kleine plagerijen, grote verliefdheden en incidentele verbale martelingen van een aantal werknemers op een kantoor. |
| Blikvoer                             | VARA   | 31 augustus  | |
| Comedy Corner                        | VARA   | 31 augustus  | |
| The Wrong Door                       | BNN    | 31 augustus  | |
| Geven en Nemen                       | AVRO   | 1 september  | |
| Video Generation                     | NCRV   | 1 september  | In 'Video Generation' worden zes vriendinnen van gemiddeld 17 jaar en vijf vrienden van gemiddeld 19 jaar een week lang gevolgd terwijl zij op vakantie zijn op Texel. Omdat de vriendengroepen de hele vakantie met hun mobiele telefoons filmen, komt de kijker direct in de belevingswereld van de tieners terecht. Hierdoor krijgt men een goed beeld van wat jongeren zoal doen en bespreken wanneer zij samen zijn. Onderwerpen als liefde, seks, drugs, vrienden en discriminatie worden uitgebreid besproken en de meningen worden gedeeld. |
| Engazomaardoor                       | VPRO   | 1 september  | Maxim Hartman zoekt naar manieren om de verwende en depressieve kijker de boeien. |
| Geld speelt geen rol                 | KRO    | 2 september  | Mensen krijgen de kans om in een keer tienduizend euro (aan een ander) uit te geven. |
| Docs op 3: School voor Reality TV    | VPRO   | 2 september  | |
| Gifkikkers                           | VARA   | 2 september  | |
| Ik weet wat jij deed                 | TROS   | 3 september  | Hypnoseshow |
| De Bubbel                            | BNN    | 3 september  | Nieuwsexperiment gepresenteerd door Patrick Lodiers. Drie Bekende Nederlanders worden een week lang afgesloten van elke vorm van media. Als de kandidaten worden vrijgelaten uit hun quarantaine, volgt een quiz waarin ze onderworpen worden aan echte en bedachte nieuwsitems van die voorbije week, die zij van elkaar moeten onderscheiden. |
| De Henry van Loon entertainment show | BNN    | 3 september  | Amusementsprogramma, het is show en het is vooral nieuw talent Henry van Loon. In hoog tempo wisselen scènes, typetjes, muziek, clips, dromen en acts elkaar af. |
| Laat me niet lachen                  | AVRO   | 4 september  | Jeroen van Koningsbrugge en Horace Cohen zijn teamcaptains van een eigen publieksvak. Zij moeten het publiek van de tegenpartij aan het lachen met filmpjes, improvisaties, moppen en komische acts. Elke lach van het ene vak levert punten op voor het andere vak. Presentatie: Frits Sissing. |
| Kamikaze TV                          | BNN    | 4 september  | Sander Lantinga bekijkt in deze liveshow samen met zijn gasten de meest uiteenlopende fragmenten van Japanse makelij, zoals Wipe Out, Hole in the Wall en Ranking the Stars. |
| Loopt een man over het water...      | EO     | Geannuleerd  | In elke aflevering krijgt een niet-gelovige cabaretier de opdracht om een theaterprogramma over het geloof, in het bijzonder over hun beeld van Jezus, neer te zetten. Boomsma gaat met de cabaretier in discussie over het hoe en waarom van de grappen. Cabaretier: Guido Weijers |
| Comedy at Work                       | NPS    |              | |

### TV Lab 2010
Van 30 augustus tot en met 3 september 2010 was TV Lab terug op Nederland 3. Dit jaar konden ook kijkers programma-ideeën inzenden, waarvan er één werd geselecteerd en uitgewerkt tot een TV Lab-programma. Uit ruim duizend inzendingen werd het format Dorpse meiden gekozen en ontwikkeld door BNN.

#### Programma's
Enkele programma's die onderdeel waren van TV Lab 2010 en die een vervolg kregen:
- Lipdub (NCRV), het internetfenomeen lipdub, waarbij een groep playbackende mensen in één take een videoclip opneemt, wordt omgezet in een televisieprogramma. Vanaf 6 juli 2011 te zien op Nederland 3.
- Op de bank (VARA), een humoristisch programma over psychiater Ellen Goedkoop, met in de hoofdrol Martine Sandifort. Sinds 11 maart 2011 te zien onder de titel Dr. Ellen.
- De tiende van Tijl (AVRO), een show waarin Tijl Beckand klassieke muziek op humoristische wijze belicht. Wekelijks te zien vanaf 7 september 2011.
- Upside Down (EO), jongeren met het syndroom van Down foppen Bekende Nederlanders met de verborgen camera. De serie ging op 17 april 2011 van start.
- Ze is van mij (VPRO), een talkshow over vrouwen, gepresenteerd door Maxim Hartman en Waldemar Torenstra. Het eerste seizoen startte op 4 juli 2011.
- Scrooged (EO), programma waarin opgegeven jongeren een nieuwe start proberen te maken, gepresenteerd door Anne-Mar Zwart. Een vervolgreeks van acht afleveringen wordt gepresenteerd door Manuel Venderbos.

| Titel                   | Omroep     | Uitzenddatum | Vervolg                |
| ----------------------- | ---------- | ------------ | ---------------------- |
| Oh my god!              | BNN        | Dagelijks    |                        |
| MaDiWoDoVrijdagshow     | VARA / BNN | Dagelijks    | liep door tot mei 2011 |
| Out of the Blue         | AVRO       | 30 augustus  |                        |
| Advocatenclub           | VARA       | 30 augustus  |                        |
| Ja ik wil... Rutte      | BNN        | 30 augustus  |                        |
| Lipdub                  | NCRV       | 30 augustus  | ja                     |
| De tiende van Tijl      | AVRO       | 31 augustus  | ja                     |
| Scrooged                | EO         | 31 augustus  | ja                     |
| Door 1 deur             | KRO        | 31 augustus  |                        |
| Dorpse meiden           | BNN        | 31 augustus  |                        |
| Op de bank              | VARA       | 1 september  | ja, als Dr. Ellen      |
| Open en bloot           | TROS       | 1 september  |                        |
| Ze is van mij           | VPRO       | 2 september  | ja                     |
| Upside Down             | EO         | 2 september  | ja                     |
| 10 ways to turn you on  | BNN        | 2 september  |                        |
| De week van Weijers     | KRO        | 3 september  |                        |
| The private life of ... | NTR        | 3 september  |                        |

### TV Lab 2011
De derde themaweek liep van 29 augustus tot en met 2 september 2011. Tot begin april van dat jaar konden kijkers wederom programma-ideeën aandragen via de zogeheten TV Lab Kijkerspitch. Het winnende idee was Truman.
Deze deelname werd door kijkers gewaardeerd met een 7,5. De best scorende programma's van TV Lab 2011 waren Caribbean Combo, dat met een 8,2 de lijst aanvoerde; Renkema TV, dat een 8,1 kreeg; en Gajes en RESTART, die met een 7,9 op een gezamenlijke derde plaats eindigden.
Van het programma Rambam zijn later nog enkele seizoenen gemaakt.

#### Programma's
| Titel                | Omroep | Uitzenddatum             | Opmerkingen | Beoordeling |
| -------------------- | ------ | ------------------------ | --- | ----------- |
| Moordweek            | TROS   | Gehele week              | Een misdaadserie die tijdens TV Lab dagelijks wordt uitgezonden. Elke dag komt het rechercheteam, en de kijker, dichter bij de oplossing van de moord die ze onderzoeken. | 4,8         |
| NOS op 3             | NOS    | Gehele week              | | 7,5         |
| Kamer 9              | TROS   | 29 augustus              | | 7,2         |
| Rambam               | VARA   | 29 augustus              | Een variant op het Vlaamse programma Basta. Vijf televisiemakers nemen op humoristische wijze maatschappelijk onrecht onder handen. Zo lieten ze zien dat ze tegen betaling zendtijd in het RTL 7-programma Business Class konden kopen om een niet bestaand product, een trui vervaardigd van koeienmest, aan te prijzen op televisie. Van Rambam wordt een tiendelige serie gemaakt die vanaf 9 januari 2012 te was. | 7,7         |
| Truman               | BNN    | 29 augustus              | | 7,5         |
| German Angst         | BNN    | 29 augustus              | | 7,2         |
| Take10               | VPRO   | 29 augustus, 1 september | Onder leiding van presentatrice Clairy Polak wordt in tien minuten een actuele kwestie behandeld. Twee gasten met een tegengestelde mening over het onderwerp gaan met elkaar in discussie. Tijdens TV Lab werden twee afleveringen uitgezonden. | 4,1         |
| Fuck the parents     | BNN    | 30 augustus              | | 5,9         |
| Film je zomer        | BNN    | 30 augustus              | | 4,7         |
| Caribbean Combo      | VARA   | 30 augustus              | Televisie-editie van de gelijknamige comedyshow, waarmee cabaretiers Roué Verveer, Murth Mossel, Jandino Asporaat en Howard Komproe in 2010-2011 langs de theaters gingen. | 8,2         |
| U hoort nog van ons  | NTR    | 30 augustus              | Drie sollicitanten, die allen dezelfde baan op het oog hebben, worden gevolgd tijdens het sollicitatieproces. Met gebruikmaking van de verborgen camera wordt onderzocht of ze inderdaad zo geschikt zijn als ze beweren. De werkgever beslist naar aanleiding van de gemaakte beelden wie de baan krijgt. | 7,0         |
| Ausgekuschelt        | BNN    | 30 augustus              | Een Duits komisch programma met in de hoofdrol vier handpoppen, die uitgerangeerde televisiesterren voorstellen. Ze wonen samen in een flat en proberen alle vier terug in de schijnwerpers te komen. | 6,2         |
| De Dropping          | AVRO   | 31 augustus              | | 6,7         |
| Carte Blanche        | KRO    | 31 augustus              | Bekende Nederlanders krijgen de vrije hand om een item te maken over een onderwerp dat hen interesseert. De BN'ers die in de pilot carte blanche hadden, waren Birgit Schuurman, Frank Lammers en Kim Feenstra. | 6,6         |
| Gajes                | VARA   | 31 augustus              | Een misdaadprogramma dat dieper ingaat op de achtergrond van criminaliteit. De presentatie ligt in handen van acteur Jack Wouterse. | 7,9         |
| Red Sonja            | VPRO   | 31 augustus              | | 7,4         |
| Weg van Nederland    | VPRO   | 1 september              | Een quiz gepresenteerd door Waldemar Torenstra. De deelnemers zijn uitgeprocedeerde, hoogopgeleide asielzoekers die door het beantwoorden van vragen over Nederland kans maken op 4000 euro. Het programma kwam al voor uitzending in opspraak. Zendermanager Roek Lips stelde dat met het programma inderdaad grenzen werden opgezocht.                                                                               | 6,9         |
| Renkema TV           | AVRO   | 1 september              | Humoristisch programma. Pieter Jouke, Arjen Lubach en Edo Schoonbeek, bekend van Buro Renkema, behandelen de actualiteit. | 8,1         |
| Not so Lonely Planet | BNN    | 1 september              | Reisprogramma gepresenteerd door Dennis Storm, die samen met zijn crew onvoorbereid naar Denemarken gaat. Via sociale media kunnen mensen hem tips geven over de (minder bekende) bezienswaardigheden aldaar. | 7,5         |
| Elements             | AVRO   | 1 september              | | 7,0         |
| Collapsus            | VPRO   | 2 september              | | 6,1         |
| Sketchup             | VARA   | 2 september              | | 6,5         |
| Restart              | EO     | 2 september              | Social media soap over een groep jonge mensen (25 - 34 jaar) die ambitieus en succesvol zijn, en hun leven uitgebreid op Facebook tentoonspreiden. Maar zijn ze wel echt gelukkig? Hoe realistisch is hun online profiel? En hoe reageren ze als het noodlot toeslaat of als blijkt dat de hoge verwachtingen toch niet uitkomen? Hoe maak je dan een Restart?                                                         | 7,9         |
| Teddy's Show         | VPRO   | 2 september              | | 6,3         |

### TV Lab 2012
De vierde editie van TV Lab ging van start op 13 augustus 2012 en werd gepresenteerd door Eva Jinek. Dagelijks ontving zij voorafgaand, tussen en na de programma's twee gasten waarmee ze de formats van die avond doorneemt. Internetexpert Danny Mekic' bespreekt reacties op de programma's die binnenkomen via Twitter, Facebook en de TV Lab-app.
TV Lab 2012 werd afgetrapt door Paul de Leeuw met het programma Game of Frame.
Van het programma R.U.B.E.N. is een vervolg gekomen. Ook op The Pitch, eveneens van BNN, werd als reguliere serie uitgezonden.

#### Programma's
| Naam                       | Omroep | Uitzenddatum | Opmerkingen                                                                                      |
| -------------------------- | ------ | ------------ | ------------------------------------------------------------------------------------------------ |
| Game of Fame               | VARA   | 13 augustus  | Spelshow waarin 96 mensen via de webcam tegen elkaar strijden gepresenteerd door Paul de Leeuw   |
| Ssst!                      | KRO    | 13 augustus  | Drie bekende Nederlanders worden 36 uur lang het zwijgen opgelegd door Arie Boomsma              |
| Studenten zonder geld      | BNN    | 14 augustus  | Studenten worden gevolgd tijden hun bizarre bijbaantjes                                          |
| Temmen van de feeks        | AVRO   | 14 augustus  | Meiden met een criminele achtergrond krijgen de kans om een rol te bemachtigen in een toneelstuk |
| R.U.B.E.N.                 | BNN    | 15 augustus  | Gepresenteerd door Ruben Nicolai                                                                 |
| Edwin                      | BNN    | 15 augustus  | Edwin Peijpers wordt op de voet gevolgd                                                          |
| Mention                    | AVRO   | 16 augustus  | Een gast wordt het hemd van het lijf gevraagd op basis van berichten uit de sociale media        |
| The Pitch                  | BNN    | 16 augustus  | Ideeën voor nieuwe programma's worden besproken                                                  |
| We komen even sorry zeggen | VPRO   | 17 augustus  | Deelnemers stellen zich zelf de vraag of Nederland trots mag zijn of sorry zou moeten zeggen     |
| Virus TV                   | AVRO   | 17 augustus  | Muzikale jamsessie wordt bijgewoond                                                              |

### TV Lab 2013
De vijfde editie van TV Lab ging van start op 12 augustus 2013 en werd gepresenteerd door Jelte Sondij. In de TV Lab Greenroom werden de programma's aan elkaar gesproken en kwamen meningen van kijkers, experts en op social media aan bod. Verder kwamen er ook programmamakers langs.
Online kon gestemd worden op het programma, aan het eind van de week werd de winnaar uitgeroepen. Mijn 5000 Vrienden, van BNN en Sputnik Media werd uitgeroepen tot winnaar. In augustus 2014 werd bekendgemaakt dat het door Tim Hofman gepresenteerde programma een vervolg zou krijgen.
Een week na de editie werd een vervolg op Ali B en de 40 Wensen aangekondigd.

#### Programma's
| Titel                              | Omroep | Uitzenddatum     | Opmerkingen                                                                                               | Beoordeling |
| ---------------------------------- | ------ | ---------------- | --- | ----------- |
| Teletijd                           | VARA   | 12 - 16 augustus | Teletijd werd dagelijks via een app uitgezonden, deze was dus niet op tv te zien maar alleen op internet. | 6,9         |
| De Gielmobiel                      | VARA   | 12 - 16 augustus | De Gielmobiel werd dagelijks uitgezonden. Presentatie: Frank Evenblij                                     | 7,2         |
| Vechtersbazen                      | BNN    | 12 augustus      | Presentatie: Arnold Vanderlijde, Filemon Wesselink                                                        | 7,5         |
| Mijn 5000 vrienden                 | BNN    | 12 augustus      | Presentatie: Tim Hofman                                                                                   | 9,2         |
| Ik kom bij je slapen               | EO     | 13 augustus      | Presentatie: Manuel Venderbos                                                                             | 7,8         |
| The Crowdfunders                   | BNN    | 13 augustus      | The Crowdfunders was de winnaar van de kijkerspitch                                                       | 8,1         |
| Mag ik met je mee... op reis       | BNN    | 14 augustus      | Presentatie: Katja Schuurman, Nicolette Kluijver                                                          | 8,6         |
| MRI - Martine en Remco Infiltreren | KRO    | 14, 15 augustus  | Presentatie: Remko Vrijdag, Martine Sandifort                                                             | 8,1         |
| Ontboezemingen                     | NTR    | 15 augustus      | Presentatie: Yasmine Allas                                                                                | 6,7         |
| Ali B en de 40 wensen              | TROS   | 16 augustus      | Presentatie: Ali B                                                                                        | 9,1         |

### TV Lab 2014
Van 21 tot en met 23 augustus werd op NPO 3 de zesde editie van TV Lab uitgezonden. In tegenstelling tot voorgaande jaren, duurt deze editie maar 3 dagen. Het concept van de TV Lab Greenroom is ongewijzigd gebleven en werd net als in 2013 gepresenteerd door Jelte Sondij. Tijdens deze editie werd er geen winnaar uitgeroepen en werden er dus ook geen beoordelingen uitgereikt.

#### Programma's
| Titel            | Omroep | Uitzenddatum    |
| ---------------- | ------ | --------------- |
| Oudtopia         | VPRO   | 21-23 augustus  |
| Zes Dates        | VPRO   | 21-23 augustus  |
| Alle dagen seks  | KRO    | 21-23 augustus  |
| Streetlab        | KRO    | 21, 22 augustus |
| Meer, meer, meer | VARA   | 21 augustus     |
| De Donuts        | VPRO   | 22 augustus     |
| Kreezie          | BNN    | 23 augustus     |
| Weestlent        | BNN    | 23 augustus     |
| Tokyo Reverse    | VPRO   | 23 augustus     |

### 3LAB 2015
Van 10 tot en met 14 augustus 2015 zond NPO 3 de zevende editie van de themaweek uit, vanaf dit jaar onder de naam 3LAB. Net als voorgaande jaren was de presentatie in handen van Jelte Sondij. Het VPRO-programma TreurTeeVee was de winnaar met een eindcijfer van 8,1.

### 3LAB 2016
Van 22 tot en met 26 augustus 2016 vond de 3LAB TV-week van 2016 plaats. De presentatie was in handen van Jan Versteegh.

### 3LAB 2017
Van 14 tot en met 16 augustus 2017 vond de 3LAB TV-week van 2017 plaats. Net als in 2014 duurde de themaweek drie dagen. De presentatie was in handen van Jamie Trenité. Dit was tevens de laatste 3LAB die in programmavorm op televisie werd uitgezonden.